# 앙엘라 피서르
앙엘라 피서르(Angela Visser, 1966년 10월 18일 ~ )는 네덜란드의 모델, 미인 대회 우승자이다. 미스 홀랜드 1988, 미스 유니버스 1989 우승자이다. 미스 월드 1988에 네덜란드 대표로 출전했다.